# Kraśnianka
Kraśnianka (ukr. Краснянка) – wieś na Ukrainie w rejonie winnickim, obwodu winnickiego.
Podczas zaborów wieś w gminie i par. Krasne powiatu jampolskiego guberni podolskiej. W pobliżu znajduje się przystanek kolejowy Krasniwka, leżący na trasie kolei kijowsko-odeskiej. We wsi prowadzono hodowlę koni.
Do 2020 w rejonie tywriwskim.